# حارة السعد (أحور)
السعد هي إحدى حارات حي مايو بمدينة أحور التابعة لمحافظة أبين، بلغ تعداد سكانها 193 نسمة حسب تعداد اليمن لعام 2004.